# Pseudacrobasis
Pseudacrobasis é um gênero de mariposa pertencente à família Crambidae.